# استیوز، آرکانزاس
استیوز (به انگلیسی: Staves) یک منطقهٔ مسکونی در ایالات متحده آمریکا است که در شهرستان کلیولند، آرکانزاس واقع شده‌است. استیوز ۶٫۳۱ کیلومتر مربع مساحت و ۲٬۲۷۴ نفر جمعیت دارد و ۷۸٫۰۳ متر بالاتر از سطح دریا واقع شده‌است.